# Сосновочка
Сосновочка (укр. Соснівочка) — село в Белогорском районе Хмельницкой области Украины.
Население по переписи 2001 года составляло 41 человек. Почтовый индекс — 30244. Телефонный код — 3841. Занимает площадь 0,024 км². Код КОАТУУ — 6820384504.

## Местный совет
30244, Хмельницкая обл., Белогорский р-н. с. Квитневое, ул. Садовая, 8